# Liste des lignes ferroviaires régionales de Suisse
 (mars 2024).
Si vous disposez d'ouvrages ou d'articles de référence ou si vous connaissez des sites web de qualité traitant du thème abordé ici, merci de compléter l'article en donnant les références utiles à sa vérifiabilité et en les liant à la section « Notes et références ».
La liste des lignes ferroviaires régionales de Suisse donne les numéros des lignes de chemin de fer tels qu'ils sont utilisés par les services commerciaux des entreprises de transport. Ces numéros ne sont pas les numéros des tableaux-horaires de l'indicateur officiel. Depuis l'horaire 2024, tous les trains régionaux ont un numéro préfixé par R (Regio), S (RER, S-bahn) ou RE (RegioExpress).
Cette page liste toutes les lignes régionales de chemin de fer voyageurs en Suisse, à voie normale ou étroite, pourvues d'un numéro d'exploitation, telles que publiées dans l'indicateur officiel. Elle est organisée par cantons, qui sont les commanditaires du trafic régional voyageurs.
Cette liste reflète l'état de l'horaire 2025.

## Canton de Genève
Les trains régionaux font partie du RER transfrontalier Léman Express. Ils sont préfixés L en France et RL en Suisse.
| Type | N° | Parcours                                                    | Entreprise | Remarque |
| ---- | -- | ----------------------------------------------------------- | ---------- | -------- |
| L    | 1  | Coppet – Genève – Annemasse – Evian                         | CFF / SNCF |          |
| L    | 2  | Coppet – Genève – Annemasse – Annecy                        | CFF / SNCF |          |
| L    | 3  | Coppet – Genève – Annemasse – St-Gervais-les-Bains-Le-Fayet | CFF / SNCF |          |
| L    | 4  | Coppet – Genève – Annemasse                                 | CFF / SNCF |          |
| L    | 5  | Genève – La Plaine                                          | CFF / SNCF |          |
| L    | 6  | Genève – Bellegarde                                         | CFF / SNCF |          |

## Canton de Vaud
Les lignes R1 à R9 font partie du RER Vaud. Elles étaient préfixées S jusqu'en 2023.
| Type | N° | Parcours                                                                   | Entreprise | Remarque           |
| ---- | -- | -------------------------------------------------------------------------- | ---------- | ------------------ |
| R    | 1  | Grandson – Yverdon – Lausanne – Cully                                      | CFF        |                    |
| R    | 2  | Grandson – Yverdon – Lausanne – Cully                                      | CFF        |                    |
| R    | 3  | Vallorbe – Lausanne – Bex                                                  | CFF        |                    |
| R    | 4  | Vallorbe – Le Day – Lausanne – Bex                                         | CFF        | double destination |
| R    | 4  | Le Brassus – Le Day – Lausanne – Bex                                       | CFF        | double destination |
| R    | 7  | Palézieux – Puidoux – Vevey                                                | CFF        |                    |
| R    | 8  | Allaman – Lausanne – Palézieux – Payerne                                   | CFF        |                    |
| R    | 9  | Allaman – Lausanne – Palézieux – Payerne – Morat                           | CFF        |                    |
| S    | 40 | Lausanne – Palézieux – Romont – Fribourg                                   | CFF        | RER Fribourg       |
| S    | 41 | Lausanne – Palézieux – Romont – Fribourg                                   | CFF        | RER Fribourg       |
| R    | 11 | Orbe – Chavornay                                                           | Travys     |                    |
| R    | 12 | Yverdon – Ste-Croix                                                        | Travys     |                    |
| R    | 22 | Yverdon – Ste-Croix                                                        | Travys     |                    |
| R    | 13 | Yverdon – Neuchâtel – Bienne                                               | CFF        |                    |
| R    | 20 | Lausanne-Flon – Echallens – Bercher                                        | TL         |                    |
| R    | 30 | Montreux – Château d’Œx – Gstaad – Zweisimmen                              | MOB        |                    |
| R    | 31 | Zweisimmen – Lenk                                                          | MOB        |                    |
| R    | 32 | (Gstaad –) Zweisimmen – Lenk                                               | MOB        |                    |
| RE   | 33 | (Genève Aéroport/) Annemasse – Genève – Lausanne – St-Maurice (– Martigny) | CFF        |                    |
| R    | 34 | Montreux – Les Avants (– Château d’Œx)                                     | MOB        |                    |
| R    | 35 | Vevey – Blonay – Les Pléiades                                              | MVR        |                    |
| R    | 37 | Montreux – Les Rochers de Naye                                             | MVR        |                    |
| R    | 55 | Nyon – St-Cergue – La Cure                                                 | NStCM      |                    |
| R    | 56 | Bière – Apples – Morges                                                    | MBC        |                    |
| R    | 57 | Apples – L’Isle                                                            | MBC        |                    |
| R    | 70 | Aigle – Leysin                                                             | TPC        |                    |
| R    | 71 | Aigle – Le Sépey – Les Diablerets                                          | TPC        |                    |
| R    | 72 | Aigle – Ollon – Monthey – Champéry                                         | TPC        |                    |
| R    | 74 | Bex – Villars-sur-Ollon – Bretaye                                          | TPC        |                    |

## Canton de Neuchâtel
Le canton de Neuchâtel n'a pas de RER, mais il a une compagnie de transport régionale TransN.
| Type | N° | Parcours                                | Entreprise | Remarque                       |
| ---- | -- | --------------------------------------- | ---------- | ------------------------------ |
| R    | 13 | Yverdon – Neuchâtel – Bienne            | CFF        |                                |
| R    | 15 | Neuchâtel – Boudry                      | TransN     | Littorail                      |
| R    | 16 | Neuchâtel – Bienne                      | CFF        |                                |
| RE   | 6  | Neuchâtel – La Chaux-de-Fonds           | CFF/TransN | poursuit en tant que ligne R20 |
| R    | 20 | La Chaux-de-Fonds – Le Locle            | CFF/TransN | poursuit en tant que ligne RE6 |
| R    | 21 | Neuchâtel – Buttes                      | TransN     |                                |
| R    | 22 | La Chaux-de-Fonds – Les Ponts-de-Martel | TransN     |                                |
| R    | 23 | Neuchâtel – Corcelles-Peseux            | CFF/TransN |                                |
| R    | 24 | Le Locle – Les Brenets                  | TransN     |                                |
| RE   | 9  | Neuchâtel – Pontarlier – Frasne         | CFF        |                                |

## Canton du Jura
Le canton du Jura fait partie du RER bâlois et a sa propre entreprise de transports régionaux (CJ).
| Type | N° | Parcours                                                    | Entreprise | Remarque   |
| ---- | -- | ----------------------------------------------------------- | ---------- | ---------- |
| R    | 36 | La Chaux-de-Fonds – Le Noirmont – Saignelégier – Glovelier  | CJ         |            |
| R    | 37 | Le Noirmont – Tavannes                                      | CJ         |            |
| R    | 51 | Porrentruy – Bonfol                                         | CJ         |            |
| RE   | 56 | Bienne – Moutier – Delémont – Porrentruy – Delle (– Meroux) | CFF        |            |
| S    | 3  | Porrentruy – Delémont – Basel SBB – Olten                   | CFF        | RER bâlois |

## Canton du Valais
Le RER Valais est exploité par l'entreprise RegionAlps (RA). Les autres lignes sont à voie étroite.
| Type | N° | Parcours                                         | Entreprise | Remarque |
| ---- | -- | ------------------------------------------------ | ---------- | -------- |
| R    | 40 | Täsch – Zermatt                                  | MGB        |          |
| RE   | 41 | Visp – Zermatt                                   | MGB        |          |
| RE   | 42 | Fiesch – Brig – Visp – Zermatt                   | MGB        |          |
| R    | 43 | Visp – Brig – Andermatt                          | MGB        |          |
| R    | 44 | Göschenen – Andermatt (– Realp)                  | MGB        |          |
| R    | 45 | Disentis – Andermatt                             | MGB        |          |
| R    | 46 | (Disentis –) Sedrun – Dieni                      | MGB        |          |
| R    | 81 | Martigny – Sembrancher – Le Châble               | RA         |          |
| R    | 82 | Sembrancher – Orsières                           | RA         |          |
| R    | 91 | Brig – Sion – Martigny – Monthey (– St-Gingolph) | RA         |          |

## Canton de Fribourg
Le RER Fribourg est exploité essentiellement par l'entreprise TPF.
| Type | N° | Parcours                                                 | Entreprise | Remarque                        |
| ---- | -- | -------------------------------------------------------- | ---------- | ------------------------------- |
| S    | 20 | Fribourg – Murten – Ins – Neuchâtel                      | TPF        |                                 |
| S    | 21 | Fribourg – Murten – Ins – Neuchâtel                      | TPF        |                                 |
| RE   | 2  | Broc Chocolaterie – Bulle – Romont – Fribourg – Bern     | TPF        |                                 |
| RE   | 3  | Broc Chocolaterie – Bulle – Romont – Fribourg – Düdingen | TPF        |                                 |
| S    | 30 | Yverdon – Payerne – Fribourg                             | CFF        | poursuit en tant que S40 ou S41 |
| S    | 40 | Lausanne – Palézieux – Romont – Fribourg                 | CFF        | poursuit en tant que S30        |
| S    | 41 | Lausanne – Palézieux – Romont – Fribourg                 | CFF        | poursuit en tant que S30        |
| S    | 50 | Palézieux – Bulle – Montbovon                            | TPF        |                                 |
| S    | 51 | Palézieux – Bulle – Gruyères                             | TPF        |                                 |

## Canton de Berne

### RER bernois
Le RER bernois est exploité par les entreprises BLS et RBS. Il comprend les lignes S1 à S9, ainsi que S31, S44, S51 et S52.
| Type | N° | Parcours                                         | Entreprise | Remarque           |
| ---- | -- | ------------------------------------------------ | ---------- | ------------------ |
| S    | 1  | Fribourg – Bern – Münsingen – Thun               | BLS        |                    |
| S    | 2  | Laupen – Bern – Konolfingen – Langnau            | BLS        |                    |
| S    | 3  | Bienne – Bern – Belp                             | BLS        |                    |
| S    | 31 | (Bienne –) Münchenbuchsee – Bern – Belp          | BLS        |                    |
| S    | 4  | Langnau – Burgdorf – Bern – Belp – Thun          | BLS        |                    |
| S    | 44 | Solothurn – Burgdorf – Bern – Belp – Thun        | BLS        | double destination |
| S    | 44 | Sumiswald-Grünen – Burgdorf – Bern – Belp – Thun | BLS        | double destination |
| S    | 5  | Bern – Kerzers – Ins – Neuchâtel                 | BLS        | double destination |
| S    | 5  | Bern – Kerzers – Murten – Avenches               | BLS        | double destination |
| S    | 51 | Bern – Bern Bünnen Westside                      | BLS        |                    |
| S    | 52 | Bern – Kerzers – Murten (– Payerne)              | BLS        | double destination |
| S    | 52 | Bern – Kerzers (– Ins)                           | BLS        | double destination |
| S    | 6  | Bern – Schwarzenburg                             | BLS        |                    |
| S    | 7  | Bern – Worb Dorf                                 | RBS        |                    |
| S    | 8  | Bern – Jegenstorf (– Bätterkinden)               | RBS        |                    |
| S    | 9  | Bern – Unterzollikofen                           | RBS        |                    |

### Autres lignes du Mittelland bernois
| Type | N° | Parcours                                  | Entreprise | Remarque |
| ---- | -- | ----------------------------------------- | ---------- | -------- |
| S    | 21 | Konolfingen – Thun                        | BLS        |          |
| S    | 35 | Kerzers – Lyss                            | BLS        |          |
| S    | 36 | Lyss – Büren a. A.                        | BLS        |          |
| S    | 37 | Bienne – Täuffelen – Ins                  | asm        |          |
| S    | 41 | Solothurn – Burgdorf – Konolfingen – Thun | BLS        |          |
| S    | 42 | Hasle-Rüegsau – Konolfingen – Thun        | BLS        |          |
| S    | 45 | Sumiswald-Grünen – Ramsei                 | BLS        |          |
| RE   | 5  | Bern – Jegenstorf – Solothurn             | RBS        |          |
| RE   | 7  | Bern – Langnau – Luzern                   | BLS        |          |

### Lignes de l'Oberland bernois
| Type | N° | Parcours                                         | Entreprise | Remarque                    |
| ---- | -- | ------------------------------------------------ | ---------- | --------------------------- |
| RE   | 1  | Bern – Spiez – Kandersteg – Brig (– Domodossola) | BLS        | double destination avec R11 |
| R    | 11 | Bern – Spiez – Zweisimmen                        | BLS        | double destination avec RE1 |
| RE   | 2  | (Visp –) Brig – Domodossola                      | BLS        |                             |
| RE   | 11 | Bienne – Bern – Kandersteg – Brig                | BLS        | seulement heures de pointe  |
| R    | 12 | Spiez – Frutigen                                 | BLS        |                             |
| RE   | 8  | Spiez – Zweisimmen                               | BLS        |                             |
| RE   | 9  | Spiez – Interlaken Ost                           | BLS        |                             |
| R    | 61 | Interlaken Ost – Grindelwald                     | BOB        | double destination          |
| R    | 62 | Interlaken Ost – Lauterbrunnen                   | BOB        | double destination          |
|      | 63 | Lauterbrunnen – Kleine Scheidegg                 | WAB        |                             |
|      | 64 | Grindelwald – Kleine Scheidegg                   | WAB        |                             |
|      | 65 | Kleine Scheidegg – Jungfraujoch                  | JB         |                             |
| R    | 66 | Grütschalp – Mürren                              | BLM        |                             |
|      | 68 | Wilderswil – Schynige Platte                     | BOB        |                             |
| R    | 70 | Interlaken Ost – Meiringen                       | ZB         |                             |
| R    | 71 | Meiringen – Innertkirchen                        | ZB         |                             |

### Lignes du Jura bernois
| Type | N° | Parcours                                         | Entreprise | Remarque           |
| ---- | -- | ------------------------------------------------ | ---------- | ------------------ |
| R    | 41 | Bienne – Sonceboz – Tavannes – Moutier           | CFF        | double destination |
| R    | 41 | Bienne – Sonceboz – St-Imier – La Chaux-de-Fonds | CFF        | double destination |
| R    | 42 | (Bienne –) Sonceboz – Tavannes – Moutier         | CFF        |                    |
| RE   | 4  | Bienne – Sonceboz – St-Imier – La Chaux-de-Fonds | CFF        |                    |

## Canton de Soleure
| Type | N° | Parcours                           | Entreprise | Remarque                                     |
| ---- | -- | ---------------------------------- | ---------- | -------------------------------------------- |
| S    | 11 | Solothurn – Oensingen – Langenthal | asm        |                                              |
| S    | 12 | Langenthal – St. Urban Ziegelei    | asm        |                                              |
| S    | 20 | Bienne – Solothurn – Olten         | CFF        | alternativement                              |
| S    | 20 | (Oberdorf –) Solothurn – Olten     | CFF        | alternativement                              |
| S    | 21 | Solothurn – Oberdorf – Moutier     | CFF        | interrompu en 2025 entre Oberdorf et Moutier |
| S    | 22 | Oensingen – Balsthal               | CFF        |                                              |

## Cantons de Bâle-Ville et Bâle-Campagne
La région de Bâle fait partie du RER trinational de Bâle.
| Type | N° | Parcours                                                           | Entreprise | Remarque        |
| ---- | -- | ------------------------------------------------------------------ | ---------- | --------------- |
| S    | 1  | Basel SBB – Rheinfelden – Stein-Säckingen – Frick                  | CFF        | alternativement |
| S    | 1  | Basel SBB – Rheinfelden – Stein-Säckingen – Laufenburg             | CFF        | alternativement |
| S    | 3  | Porrentruy – Delémont – Basel SBB – Liestal – Gelterkinden – Olten | CFF        |                 |
| S    | 5  | Weil-am-Rhein – Lörrach – Steinen (– Zell in W.)                   | SBB GmbH   |                 |
| S    | 6  | Basel SBB – Basel Bad – Lörrach – Steinen – Zell in W.             | SBB GmbH   |                 |
| S    | 9  | Sissach – Läufelfingen – Olten                                     | CFF        |                 |

## Cantons de Lucerne, Zoug, Obwald, Nidwald, Schwyz et Uri
Ces cantons sont desservis par le RER lucernois et le Stadtbahn Zoug.
| Type | N° | Parcours                                           | Entreprise | Remarque                                             |
| ---- | -- | -------------------------------------------------- | ---------- | ---------------------------------------------------- |
| S    | 1  | Sursee – Luzern – Rotkreuz – Zug – Baar            | CFF        |                                                      |
| S    | 2  | Baar Lindenpark – Zug – Arth-Goldau – Erstfeld     | CFF        |                                                      |
| S    | 3  | Luzern – Küssnacht am Rigi – Arth-Goldau – Brunnen | CFF        |                                                      |
| S    | 31 | Arth-Goldau – Biberbrugg                           | SOB        |                                                      |
| S    | 4  | Luzern – Stans – Wolfenschiessen                   | ZB         |                                                      |
| S    | 41 | Luzern – Horw                                      | ZB         |                                                      |
| S    | 44 | Luzern – Stans                                     | ZB         |                                                      |
| S    | 5  | Luzern – Sarnen – Giswil                           | ZB         |                                                      |
| S    | 55 | Luzern – Sarnen – Sachseln                         | ZB         |                                                      |
| S    | 6  | Luzern – Wolhusen – Langnau                        | BLS        | double destination                                   |
| S    | 6  | Luzern – Wolhusen – Langenthal                     | BLS        | double destination                                   |
| S    | 7  | Luzern – Wolhusen – Langenthal                     | BLS        | Luzern – Wolhusen avec RE7 (Luzern – Langnau – Bern) |
| S    | 77 | Luzern – Wolhusen – Willisau                       | BLS        |                                                      |
| S    | 9  | Luzern – Hochdorf – Beinwil am See – Lenzburg      | CFF        |                                                      |
| S    | 99 | Luzern – Hochdorf                                  | CFF        |                                                      |
| RE   | 24 | Luzern – Olten                                     | CFF        |                                                      |

## Canton d'Argovie
Le canton d'Argovie est desservi par le RER argovien.
| Type | N° | Parcours                                               | Entreprise | Remarque        |
| ---- | -- | ------------------------------------------------------ | ---------- | --------------- |
| S    | 14 | Menziken – Aarau – Schöftland                          | AVA        |                 |
| S    | 23 | Langenthal – Olten – Aarau – Lenzburg – Brugg – Baden  | CFF        |                 |
| S    | 25 | Brugg – Othmarsingen – Wohlen – Muri AG                | CFF        |                 |
| S    | 26 | Olten – Aarau – Lenzburg – Wohlen – Muri AG – Rotkreuz | CFF        |                 |
| RE   | 6  | Olten – Aarau – Lenzburg – Rotkreuz – Arth-Goldau      | CFF        |                 |
| S    | 27 | Baden – Turgi – Koblenz – Bad Zurzach                  | CFF        | alternativement |
| S    | 27 | Baden – Turgi – Koblenz – Waldshut                     | CFF        | alternativement |
| S    | 28 | Zofingen – Lenzburg                                    | CFF        |                 |
| S    | 29 | Turgi – Brugg – Aarau – Olten – Sursee                 | CFF        |                 |
| S    | 42 | Zürich HB – Othmarsingen – Wohlen – Muri AG            | CFF        |                 |
| RE   | 12 | Olten – Aarau – Brugg – Baden – Wettingen              | CFF        |                 |
| RE   | 37 | Aarau – Lenzburg – Zürich HB                           | CFF        |                 |

## Canton de Zurich
Le RER zurichois dessert aussi les cantons d'Argovie, Zoug, Schwyz, Glaris, Thurgovie, St-Gall et Schaffhouse.
| Type | N° | Parcours                                                                                               | Entreprise | Remarque                                                                |
| ---- | -- | --- | ---------- | ----------------------------------------------------------------------- |
| S    | 2  | Zürich Flughafen – Zürich HB – Pfäffikon SZ – Ziegelbrücke (– Unterterzen)                             | CFF        |                                                                         |
| S    | 3  | Wetzikon – Effretikon – Zürich HB – Zürich Hardbrücke (– Bülach)                                       | CFF        |                                                                         |
| S    | 4  | Zürich HB – Adliswil – Langnau-Gattikon (– Sihlwald)                                                   | SZU        |                                                                         |
| S    | 5  | Zug – Affoltern a. A. – Zürich HB – Uster – Pfäffikon SZ                                               | CFF        |                                                                         |
| S    | 6  | Baden – Regensdorf-Watt – Zürich Oerlikon – Zürich HB – Uetikon                                        | CFF        |                                                                         |
| S    | 7  | Winterthur – Kloten – Zürich HB – Meilen – Rapperswil                                                  | CFF        |                                                                         |
| S    | 8  | Winterthur – Wallisellen – Zürich HB – Thalwil – Pfäffikon SZ                                          | CFF        |                                                                         |
| S    | 9  | Schaffhausen – Rafz – Bülach – Zürich HB – Stettbach – Uster                                           | CFF        |                                                                         |
| S    | 10 | Zürich HB – Uetliberg                                                                                  | SZU        |                                                                         |
| S    | 11 | Aarau – Dietikon – Zürich HB – Winterthur – Seuzach                                                    | CFF        | alternativement                                                         |
| S    | 11 | Aarau – Dietikon – Zürich HB – Winterthur – Sennhof-Kyburg (– Wila)                                    | CFF        | alternativement                                                         |
| S    | 12 | Brugg – Dietikon – Zürich HB – Winterthur – Schaffhausen                                               | CFF        | alternativement                                                         |
| S    | 12 | Brugg – Dietikon – Zürich HB – Winterthur – Wil SG                                                     | CFF        | alternativement                                                         |
| S    | 13 | Wädenswil – Samstagern – Einsiedeln                                                                    | SOB        |                                                                         |
| S    | 14 | Affoltern a. A. – Zürich HB – Wallisellen – Uster – Wetzikon – Hinwil                                  | CFF        |                                                                         |
| S    | 15 | Rapperswil – Uster – Zürich HB – Oberglatt – Niederweningen                                            | CFF        |                                                                         |
| S    | 16 | Zürich Flughafen – Zürich HB – Herrliberg-Feldmeilen (– Meilen)                                        | CFF        |                                                                         |
| S    | 17 | Dietikon – Bremgarten – Wohlen                                                                         | AVA        |                                                                         |
| S    | 18 | Zürich Stadelhofen – Forch (– Esslingen)                                                               | FB         |                                                                         |
| S    | 19 | (Koblenz – Turgi –) Dietikon – Zürich HB – Effretikon (– Pfäffikon ZH)                                 | CFF        |                                                                         |
| S    | 20 | (Zürich Hardbrücke –) Zürich HB – Meilen – Uerikon                                                     | CFF        | seulement heures de pointe                                              |
| S    | 21 | Regensdorf-Watt – Zürich Oerlikon – Zürich HB                                                          | CFF        | seulement heures de pointe                                              |
| S    | 23 | Winterthur – Zürich HB                                                                                 | CFF        | seulement heures de pointe, direct, ne fait pas partie du RER           |
| S    | 24 | Zug – Thalwil – Zürich HB – Zürich Wipkingen – Zürich Flughafen – Winterthur – Weinfelden              | CFF        | alternativement, interrompu en 2024 entre Zürich HB et Zürich Wipkingen |
| S    | 24 | Zug – Thalwil – Zürich HB – Zürich Wipkingen – Zürich Flughafen – Winterthur – Schaffhausen – Thayngen | CFF        | alternativement, interrompu en 2024 entre Zürich HB et Zürich Wipkingen |
| S    | 25 | Zürich HB – Pfäffikon SZ – Ziegelbrücke – Glarus – Linthal                                             | CFF        |                                                                         |
| S    | 26 | Winterthur – Bauma – Rüti ZH                                                                           | Thurbo     |                                                                         |
| S    | 29 | Winterthur – Seuzach – Stein a. Rhein                                                                  | Thurbo     |                                                                         |
| S    | 30 | Winterthur – Frauenfeld – Weinfelden                                                                   | Thurbo     |                                                                         |
| S    | 33 | Winterthur – Schaffhausen                                                                              | CFF        |                                                                         |
| S    | 35 | Winterthur – Wil SG                                                                                    | Thurbo     |                                                                         |
| S    | 36 | Bülach – Bad Zurzach – Koblenz – Waldshut                                                              | Thurbo     |                                                                         |
| S    | 40 | Rapperswil – Pfäffikon SZ – Samstagern – Einsiedeln                                                    | SOB        |                                                                         |
| S    | 41 | Winterthur – Bülach                                                                                    | Thurbo     |                                                                         |
| RE   | 48 | Schaffhausen – Bülach – Zürich HB                                                                      | CFF        |                                                                         |

## Canton de Schaffhouse
| Type | N° | Parcours                 | Entreprise | Remarque |
| ---- | -- | ------------------------ | ---------- | -------- |
| S    | 62 | Schaffhausen – Singen    | CFF        |          |
| S    | 64 | Schaffhausen – Erzingen  | CFF        |          |
| S    | 65 | Schaffhausen – Jestetten | Thurbo     |          |

## Cantons de St-Gall, Thurgovie et Appenzell
Ces cantons sont desservis par le RER saint-gallois.
| Type | N° | Parcours                                                              | Entreprise | Remarque                   |
| ---- | -- | --------------------------------------------------------------------- | ---------- | -------------------------- |
| S    | 1  | Wil – St-Gallen – Romanshorn – Schaffhausen                           | Thurbo     |                            |
| S    | 2  | Nesslau-Neu-St.Johann – Wattwil – Herisau – St-Gallen – Altstätten SG | Thurbo     |                            |
| S    | 3  | St-Margrethen – Bregenz                                               | ÖBB        |                            |
| S    | 4  | Rapperswil – Uznach – Wattwil – Herisau – St-Gallen – Sargans         | SOB        |                            |
| S    | 5  | Weinfelden – Gossau – St-Gallen – St-Margrethen                       | Thurbo     |                            |
| S    | 6  | Rapperswil – Uznach – Ziegelbrücke – Schwanden (– Linthal)            | SOB        |                            |
| S    | 7  | Weinfelden – Romanshorn – Rorschach (– St-Margrethen – Lindau)        | Thurbo     |                            |
| S    | 9  | Wil – Wattwil                                                         | Thurbo     |                            |
| S    | 10 | Wil – Weinfelden – Romanshorn                                         | Thurbo     |                            |
| S    | 12 | Sargans – Chur                                                        | Thurbo     |                            |
| S    | 14 | Weinfelden – Konstanz                                                 | Thurbo     |                            |
| S    | 15 | Wil – Wängi – Frauenfeld                                              | AB         |                            |
| S    | 17 | Rapperswil – Uznach – Ziegelbrücke – Sargans                          | SOB        |                            |
| S    | 20 | Appenzell – Teufen – St-Gallen – Trogen                               | AB         | seulement heures de pointe |
| S    | 21 | Appenzell – Teufen – St-Gallen – Trogen                               | AB         |                            |
| S    | 22 | Teufen – St-Gallen – Trogen                                           | AB         | seulement heures de pointe |
| S    | 23 | Gossau – Herisau – Urnäsch – Appenzell – Wasserauen                   | AB         |                            |
| S    | 24 | Gais – Altstätten Stadt                                               | AB         |                            |
| S    | 25 | Rorschach Hafen – Heiden                                              | AB         |                            |
| S    | 26 | Rheineck – Walzenhausen                                               | AB         |                            |
| S    | 44 | Weinfelden – Konstanz                                                 | Thurbo     |                            |
| S    | 81 | Herisau – St-Gallen                                                   | Thurbo     |                            |
| S    | 82 | St-Gallen – Wittenbach                                                | Thurbo     | seulement heures de pointe |
| RE   | 1  | Herisau – St-Gallen – Romanshorn – Konstanz                           | Thurbo     |                            |

## Canton de Glaris
Le canton de Glaris est desservi par le RER zurichois et le RER saint-gallois. Il n'a pas de ligne régionale propre.

## Canton des Grisons
Le canton des Grisons est desservi par les chemins de fer rhétiques.
| Type  | N° | Parcours                                  | Entreprise | Remarque                        |
| ----- | -- | ----------------------------------------- | ---------- | ------------------------------- |
| RE    | 1  | Landquart – Klosters Platz – Davos Platz  | RhB        | RE13 Landquart – Klosters Platz |
| RE    | 2  | Landquart – Klosters Platz – Davos Platz  | RhB        | RE24 Landquart – Klosters Platz |
| RE    | 3  | Landquart – Klosters Platz – St.Moritz    | RhB        | RE13 Landquart – Klosters Platz |
| RE    | 4  | Landquart – Klosters Platz – Scuol-Tarasp | RhB        | RE24 Landquart – Klosters Platz |
| R     | 15 | Pontresina – Scuol-Tarasp                 | RhB        |                                 |
| R     | 16 | Chur – Arosa                              | RhB        |                                 |
| RE    | 6  | Chur – Arosa                              | RhB        |                                 |
| RE    | 8  | Chur – Thusis                             | RhB        |                                 |
| S     | 1  | Schiers – Thusis                          | RhB        |                                 |
| S     | 2  | Schiers – Rhäzüns                         | RhB        |                                 |
| R     | 18 | Samedan – Bergün                          | RhB        | seulement en hiver              |
| RE    | 7  | Chur – Disentis                           | RhB        |                                 |
| RE    | 27 | Chur – Ilanz                              | RhB        | seulement le week-end en été    |
| RE/IR | 38 | Chur – Thusis – St.Moritz                 | RhB        |                                 |
| R     | 11 | Davos Platz – Filisur                     | RhB        |                                 |
| RE    | 9  | St.Moritz – Tirano                        | RhB        |                                 |
| R     | 19 | St.Moritz – Tirano                        | RhB        |                                 |

## Canton  du Tessin
Le RER tessinois est exploité essentiellement par l'entreprise TILO.
| Type | N° | Parcours                                                 | Entreprise | Remarque |
| ---- | -- | -------------------------------------------------------- | ---------- | -------- |
| S    | 10 | (Airolo –) Biasca – Bellinzona – Lugano – Chiasso – Como | TILO       |          |
| S    | 20 | Castione-Arbedo – Bellinzona – Locarno                   | TILO       |          |
| S    | 30 | (Bellinzona –) Cadenazzo – Luino – Gallarate             | TILO       |          |
| S    | 40 | Como – Mendrisio – Varese                                | TILO       |          |
| S    | 50 | Biasca – Bellinzona – Lugano – Varese – Malpensa         | TILO       |          |
| S    | 60 | Lugano – Ponte Tresa                                     | FLP        |          |
| RE   | 80 | Locarno – Lugano – Chiasso (– Milano C)                  | TILO       |          |
| S    | 90 | (Bellinzona –) Giubiasco – Lugano – Mendrisio            | TILO       |          |

### Autres lignes
| Type | N° | Parcours                       | Entreprise |
| ---- | -- | ------------------------------ | ---------- |
| R    | 70 | Locarno – Camedo               | FART       |
| PE   | 72 | Locarno – Camedo – Domodossola | FART/SSIF  |
| RE   | 73 | Locarno – Camedo – Domodossola | FART/SSIF  |